# Льокьош Баторі
Льокьош Баторі (угор. Bátori Lökös, д/н — 1330) — військовий діяч часів Угорського королівства. Засновник роду Баторі-Ечед.

## Життєпис
Походив з угорського роду Баторі. Син Берека Баторі, судді комітату Сатмар. Перебував на службі у роду Борша. У 1316 році перейшов на бік короля Карла I Роберта, коли проти нього повстав Копас Борша. У відповідь останній сплюндрував володіння Льокьоша в комітаті Сактмар. У 1317 року відзначився у битві під Дебреценом, де Борша і його союзники зазнали нищівної поразки. За це отримав від короля маєтність Ечед, де звів замок.
У 1322 році після смерті батька розпочав з братами поділ родинних маєтностей, що було завершено у 1325 році. З цього часу став зватися як Баторі з Ечеду. 1330 року разом з братами отримав королівській привілей судити осіб, що мешкали в їхніх землях лише власним судом. Того ж року брав участь у поході проти Волощини, де на зворотньому шляху угорці в битві під Посадою зазнали нищівної поразки від господаря Басараба I, а Лькьош — загинув.

## Родина
- Петер (1320/1330—після 1370), надішпан Сатмарського комітату
- Бенедект (1320/1330—1348/1351)